# Diogo Osório Cardoso
Diogo Osório Cardoso foi um administrador colonial português.
Criou em 3 de maio de 1737 o Regimento dos Dragões do Rio Grande de São Pedro, do qual tinha o posto de coronel. Foi governador da capitania de São Pedro do Rio Grande do Sul, de 22 de dezembro de 1740 a 28 de junho de 1752.